# Plan routier breton
 (août 2025).
Si vous disposez d'ouvrages ou d'articles de référence ou si vous connaissez des sites web de qualité traitant du thème abordé ici, merci de compléter l'article en donnant les références utiles à sa vérifiabilité et en les liant à la section « Notes et références ».

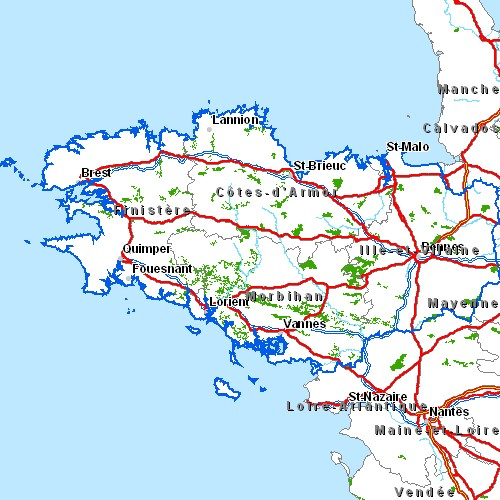
Carte routière de la Bretagne.

Le plan routier breton est un plan à long terme, promis par le général de Gaulle en 1969, de création d'un réseau routier moderne gratuit à quatre voies avec terre-plein central (routes dénommées par la suite voies express) qui vise à désenclaver la Bretagne dans le cadre de la politique d'aménagement du territoire, pénalisée dans l'espace français et européen par sa situation excentrée.

## L'état antérieur du réseau routier
La situation péninsulaire de la Bretagne et la faiblesse de son industrialisation ont eu pour conséquence des trafics relativement modestes ne justifiant pas la création d'autoroutes. À la fin des années 1960, la Bretagne était la seule des régions françaises à ne compter aucun kilomètre d'autoroute. Cette situation était lourdement pénalisante pour tous les acteurs de l'économie, en particulier les paysans et les pêcheurs, car les poids lourds perdaient un temps considérable en raison de la sinuosité du réseau et des embouteillages, ce qui augmentait les coûts de transport, par exemple pour parvenir au marché d'intérêt national (MIN) de Rungis par rapport à leurs concurrents du sud de la France ou du Benelux. Les chefs d'entreprise envisageant de s'y implanter en étaient dissuadés.
La situation était à peu près la même pour le rail. Seule la voie ferrée Paris - Le Mans avait été électrifiée avant la Seconde Guerre mondiale. Les Bretons avaient toutefois obtenu, en 1962, le prolongement de cette électrification jusqu'à Rennes, à la suite de nombreuses manifestations menées déjà principalement par les agriculteurs (Alexis Gourvennec) et les pêcheurs.

## Les engagements initiaux
Le « plan routier breton » s’appuie sur le Schéma directeur du Sud-Finistère, confié en 1966 par le nouveau ministère de l’Équipement au Comité d’expansion de la Cornouaille (CECOR) ainsi qu'aux architectes-urbanistes Jean Le Couteur et Jean Le Berre,.
À la suite des pressions des élus bretons regroupés dans le lobby du Comité d'étude et de liaison des intérêts bretons, la première décision historique est prise par le gouvernement lors du Comité interministériel d'aménagement du territoire (CIAT) du 9 octobre 1968. Il s'agit de programmer la création de routes à quatre voies gratuites, les futures voies express, l'expression n'étant pas encore utilisée à l'époque :
- un axe nord Brest - Morlaix - Saint-Brieuc - Rennes (RN 12) ;
- un axe sud Brest - Quimper - Lorient - Vannes - Nantes (RN 165) ;
- un aménagement progressif de l'axe Caen - Rennes - Nantes (aujourd'hui A 84 + RN 137) ;
- et un aménagement, mais à trois voies seulement, de l'axe de la Bretagne centrale Châteaulin - Carhaix - Rostrenen - Loudéac - Rennes (RN 164) ;

soit en tout 1 000 km de routes nouvelles à construire.
Dans son discours de Quimper en date du 2 février 1969, considéré en Bretagne comme historique, le général de Gaulle, confirme et amplifie les mesures décidées par le CIAT et promet le désenclavement routier de la Bretagne.
La gratuité du nouveau réseau routier qui allait être construit est également promise pour compenser le handicap lié à l'excentration de la Bretagne par rapport au reste de l'espace français et européen — seul le Massif central obtint par la suite un avantage similaire, toujours pour des raisons d'aménagement du territoire. Une légende tenace, réactivée par le PDG de Cofiroute Pierre Coppey souhaitant y instaurer un péage à la fin des années 2000, veut que cette gratuité consentie par le général de Gaulle en 1969 remonte à un privilège breton conquis par Anne de Bretagne, laquelle avait « obtenu la suppression de l’octroi, mais elle est morte en 1514 et n’avait pas obtenu une concession perpétuelle ». En réalité, les contrats de mariage d'Anne de Bretagne et l'édit du Plessis-Macé de 1532 garantissent bien des droits, libertés et privilèges à la Bretagne mais aucune disposition ne concerne les péages (appelés tonlieux) et les octrois qui sont de fait restés en vigueur jusqu’en 1943.
L'État s'engage à prendre en charge l'essentiel des financements, estimés à 800 millions de francs. Ainsi en 1969 et en 1970, 200 millions de francs seront engagés annuellement pour la réalisation des travaux.
L'électrification des voies ferrées de Rennes à Brest et de Rennes, ainsi que de Nantes, jusqu'à Quimper et la réalisation d'un port en eau profonde à Roscoff pour désenclaver la Bretagne par rapport aux îles Britanniques (afin en particulier de permettre aux agriculteurs bretons d'accéder au marché anglais) complétaient le dispositif. Cette dernière décision permit la création de la compagnie Brittany Ferries qui reliait initialement Roscoff à Plymouth, avant de diversifier ses liaisons par la suite.

## La mise en œuvre
À la demande des élus locaux, le ministre de l'Équipement décide le 27 octobre 1970 devant la Commission de développement économique régional (CODER) d'ajouter au programme initial, les liaisons suivantes :
- Rennes - La Gravelle (à 20 km à l'ouest de Laval) (RN 157) ;
- Rennes - Brest (RN 12)[Note 1] ;
- Rennes - Saint-Malo (RN 137) ;
- Ploërmel - Vannes (RN 166) ;
- Guingamp - Lannion (RN 167) ;
- Prée en Pail - Tramain (RN 176)

ainsi complété, le plan routier représente environ 1 300 km de routes, dont un millier à réaliser à 2 x 2 voies.
En 1975, la question du péage revient à l'ordre du jour, la société Cofiroute, qui a obtenu la concession du tronçon autoroutier Le Mans-Rennes (A 81) souhaitant faire payer un péage jusqu'à Rennes. Finalement il fut décidé que la concession autoroutière s'arrêterait aux portes de la Bretagne, à la limite du département de la Mayenne, d'où l'implantation du péage à La Gravelle. Par la suite, l'autoroute Rennes-Caen, tronçon de l'autoroute des estuaires, fut aussi construit par l'État dans le cadre de la politique d'aménagement du territoire et est aussi sans péage.
La décision de bannir désormais les routes à trois voies pour des raisons de sécurité routière provoque la décision de mise progressive à quatre voies également de l'axe central (RN 164), mais au prix d'un retard considérable ; les travaux de mise en voie express de cet axe étant loin d'être achevés, en dépit des pressions du comité de défense, présidé par Jean Hourmant, créé à cet effet. La montée des exigences a aussi un coût, les derniers axes construits répondant quasiment aux normes autoroutières.
Si l'on excepte l'axe de la Bretagne centrale, toujours inachevé, l'essentiel des travaux s'est terminé en 1994 et la construction de ce réseau de voies express a nécessité la construction d'ouvrages spectaculaires comme le pont de l'Iroise près de Brest, le pont du Morbihan sur la Vilaine, les ponts de Saint-Brieuc ou le viaduc de la Rance près de Dinan (ce dernier n'ayant encore que deux voies toutefois, un deuxième ouvrage restant à construire).
Des raccordements complémentaires au réseau principal sont progressivement aménagés :
- Pont-l'Abbé-Quimper et Douarnenez-Quimper par exemple ;
- L'axe Lorient-Roscoff via Carhaix et Morlaix a aussi été modernisé, mais à deux voies seulement sauf à ses deux extrémités.

## Les financements
On s'aperçoit très vite que la somme envisagée de 800 millions FRF est très sous-estimée pour permettre la réalisation de l'ensemble des travaux promis.
L'inflation (100 millions de francs sont engagés chaque année par l'État mais cette somme n'est pas augmentée chaque année pour en tenir compte), l'augmentation des exigences (les voies construites devant répondre aux critères des voies express que l'on vient de définir alors qu'il était initialement prévu de réutiliser une partie des voies de l'ancien réseau routier) et l'ajout des itinéraires supplémentaires expliquent que le plan routier breton ait pris du retard et que le coût du programme augmente. En 1970, la somme de 1 800 millions FRF est avancée.
Cette augmentation incite également à rechercher des financements locaux qui restent cependant marginaux dans les années 1970.
Durant la période 1976-1983, les financements intervenus ont été de 2 296 millions FRF par l'État (en francs courants) auxquels il faut ajouter 205 millions FRF par les collectivités locales (soit moins de 10 % du financement total).
Tout va changer à partir de 1983 avec la naissance du conseil régional. Désormais, trois scénarios se présentent : pour l'achèvement des axes principaux Nord et Sud, l'État paie la totalité ; sur les axes Rennes-Nantes, Rennes-Saint-Malo, Rennes-Avranches, Châteaulin-Montauban, Ploërmel-Vannes, le partage s'effectue à 50/50 pour l'État et les collectivités territoriales ; enfin, sur la section Rennes-Lorient, le conseil régional prend 30 % à sa charge.
Durant la période 1984-1992, les réalisations se poursuivent à un rythme moyen de 630 millions FRF par an, à la charge pour les 2/3 par l'État et 1/3 par les collectivités locales.
Au bout du compte, le financement total (État et collectivités) du plan routier breton se monte à 10 045 millions FRF, soit 2 740 millions FRF en valeur de 1970 ; l'enveloppe initiale était de 800 millions. La conception nouvelle des routes liée à la croissance du trafic explique en partie cette inflation, l'autre partie correspondant à l'extension, décidée en 1970, du réseau à traiter.

## Bilan
La Bretagne dispose désormais d'un réseau routier de qualité. Ce réseau de voies express a certes certains inconvénients (la vitesse légale maximale autorisée est de 110 km/h au lieu de 130 km/h sur les autoroutes pour les automobiles, 80 au lieu de 90 km/h pour la plupart des poids lourds), d'où le projet réclamé par certains chefs d'entreprises bretonnes de transformation en autoroutes du réseau tout en gardant la gratuité. Ces travaux sont en cours sur les axes principaux. Mais ils nécessitent la suppression de bon nombre d'échangeurs. Or le grand nombre de ces derniers, acceptable sur une voie express mais pas sur une autoroute, est un puissant outil d'aménagement du territoire en faveur des petites villes et même des bourgades desservies qui risquent un ré-enclavement si l'échangeur qui les dessert est fermé. La multiplication des zones industrielles et commerciales aux abords des échangeurs est le signe de l'attractivité de ce réseau, mais elle est aussi accusée de défigurer la Bretagne, le réseau de voies express ayant tendance à se transformer en axes de bâtiments industriels et commerciaux.  
Dans les années 1990, il était prévu de mettre l'intégralité des RN 165, RN 157 et RN 12 aux normes autoroutières jusqu'à Brest. Une fois ces travaux terminés, ces voies express devenaient partie intégrante des autoroutes A81 et A82. Pour cela, les bandes d'arrêt d'urgence auraient été élargies ou créées, certains virages corrigés, certaines sorties remodelées (bandes d'accélération et de décélération trop courtes). De même, la voie express aurait adopté une signalisation conforme aux normes autoroutières (sorties numérotées, panneaux bleus, cartouches "A81" ou"A82" et panneaux "entrée/sortie d'autoroute" sur les échangeurs...). Des aires auraient aussi été créées. 
Fin 2014, le projet est abandonné. La préfecture de Bretagne déclare en septembre 2014 que « la mise aux normes autoroutières des routes nationales bretonnes est un projet qui avait été étudié dans les années 1980-1990 mais qui n'est plus à l'ordre du jour. ». En octobre 2014, la Direction régionale des routes de l'Ouest enterre définitivement le projet : « On continue de réaliser des travaux mais cela ne fait plus partie d'une ambition globale. [...] Pas question de faire de la RN 165 et de la RN 12 des autoroutes, à quelque horizon que ce soit (2017, 2020 ou 2025). ».